# Wiesław Kaczmarek (dziennikarz)
Wiesław Kaczmarek (ur. 23 października 1920 w Łodzi, zm. 1 lutego 1976, tamże) – polski dziennikarz sportowy oraz poseł Krajowej Rady Narodowej.

## Życiorys
Ukończył naukę w Państwowym Gimnazjum Gabriela Narutowicza w Łodzi. Od 1938 był reporterem w łódzkich dziennikach: „Dzienniku Ludowym”, „Głosie Porannym” i w „Sporcie Szkolnym”. W tym samym roku został członkiem Młodzieży Socjalistycznej przy PPS.
Podczas II wojny światowej był redaktorem „Młodzi Idą” i sekretarz redakcji „Robotnika”. Do 1948 działał w ruchu socjalistycznym, w Łodzi (m.in. w: Organizacja Młodzieży Towarzystwa Uniwersytetu Robotniczego, Polscy Socjaliści) w Łodzi. W 1945 był zaangażowany w reaktywację „Przeglądu Sportowego”, którego został redaktorem. Jako dziennikarz współpracował także z „Kurierem Popularnym” (jako kierownik działu sportowego), „Głosem Robotniczym” i „Dziennikiem Łódzkim”. W latach 1949–1976 pracował w redakcji katowickiej gazety „Sport”.
Był posłem Krajowej Rady Narodowej (1943-1947), wybranym z ramienia PPS. Zgłoszony do KRN przez TUR-młodzież. Funkcję posła pełnił od 3 maja 1945. Był członkiem Komisji Kultury i Sztuki oraz Komisji Propagandowej. Ponadto Kaczmarek był członkiem Stowarzyszenia Dziennikarzy Polskich, wiceprezesem Zarządu Głównego Klubu Dziennikarzy Sportowych Stowarzyszenia Dziennikarzy Polskich i Zarządu Oddziału Klubu Dziennikarzy Sportowych w Lodzi.
Pochowany na cmentarzu komunalnym Doły w Łodzi (kw. 9, rz. 30, grób 12).

## Upamiętnienie
Po śmierci Kaczmarka Klub Dziennikarzy Sportowych Stowarzyszenia Dziennikarzy Polskich ustanowił Nagrodę Młodych dla dziennikarzy sportowych (przyznawana najlepszemu polskiemu dziennikarzowi sportowemu, który nie ukończył 30 lat). Jej laureatami byli m.in.: Jacek Korczak-Mleczko (1978), Piotr Górski (1986).

## Odznaczenia
- Srebrny Krzyż Zasługi (1945),
- Złoty Krzyż Zasługi (2-krotnie),
- Odznaka „Zasłużony Działacz Kultury Fizycznej”,
- Honorowa Odznaka Miasta Łodzi[1].